# فولميرشتيت
فولميرشتيت (بالألمانية: Wolmirstedt) هي بلدة ألمانية تقع في ساكسونيا أنهالت في ألمانيا. يقدر عدد سكانها بـ 12,494 نسمة .

## معرض صور

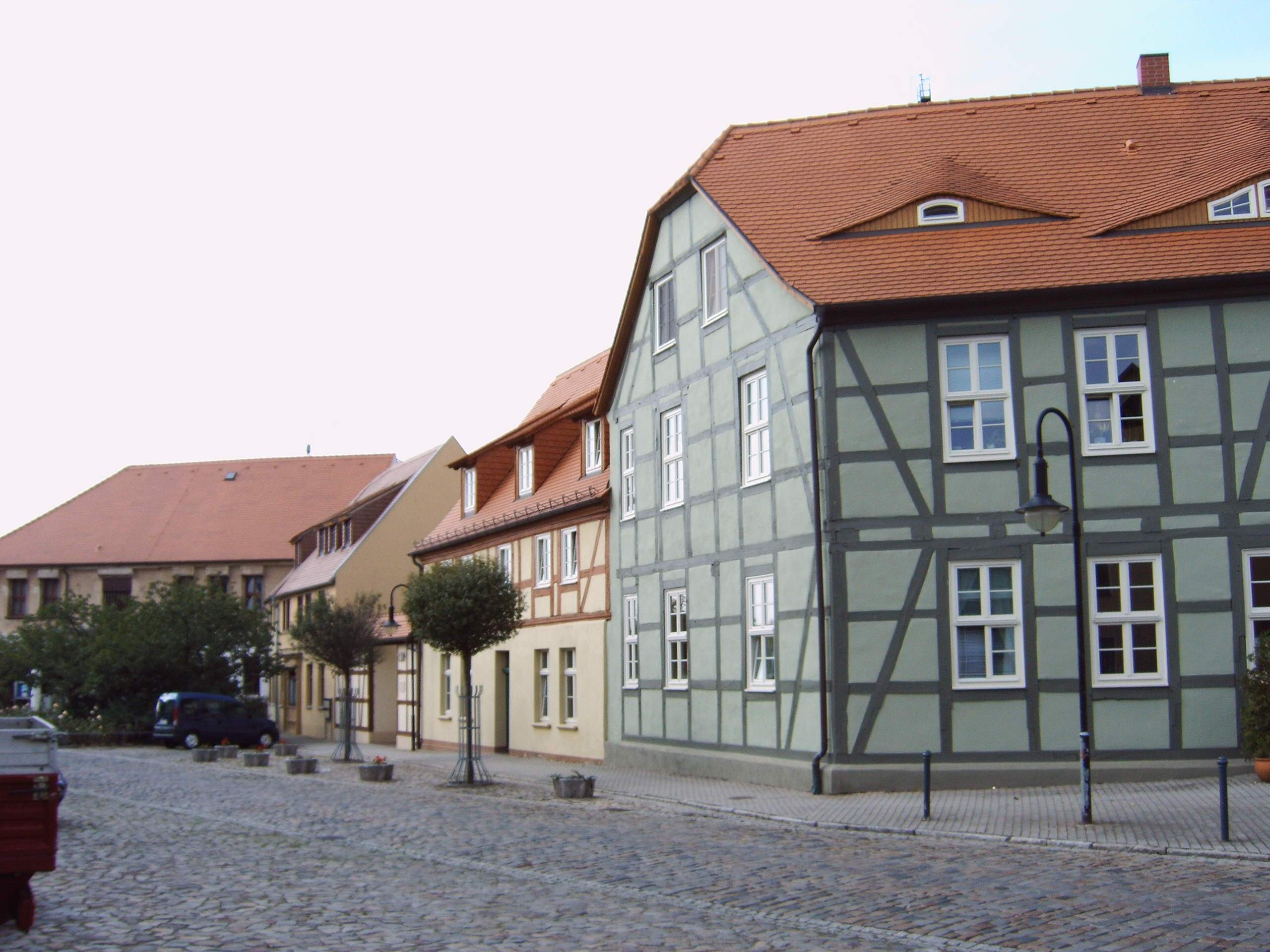
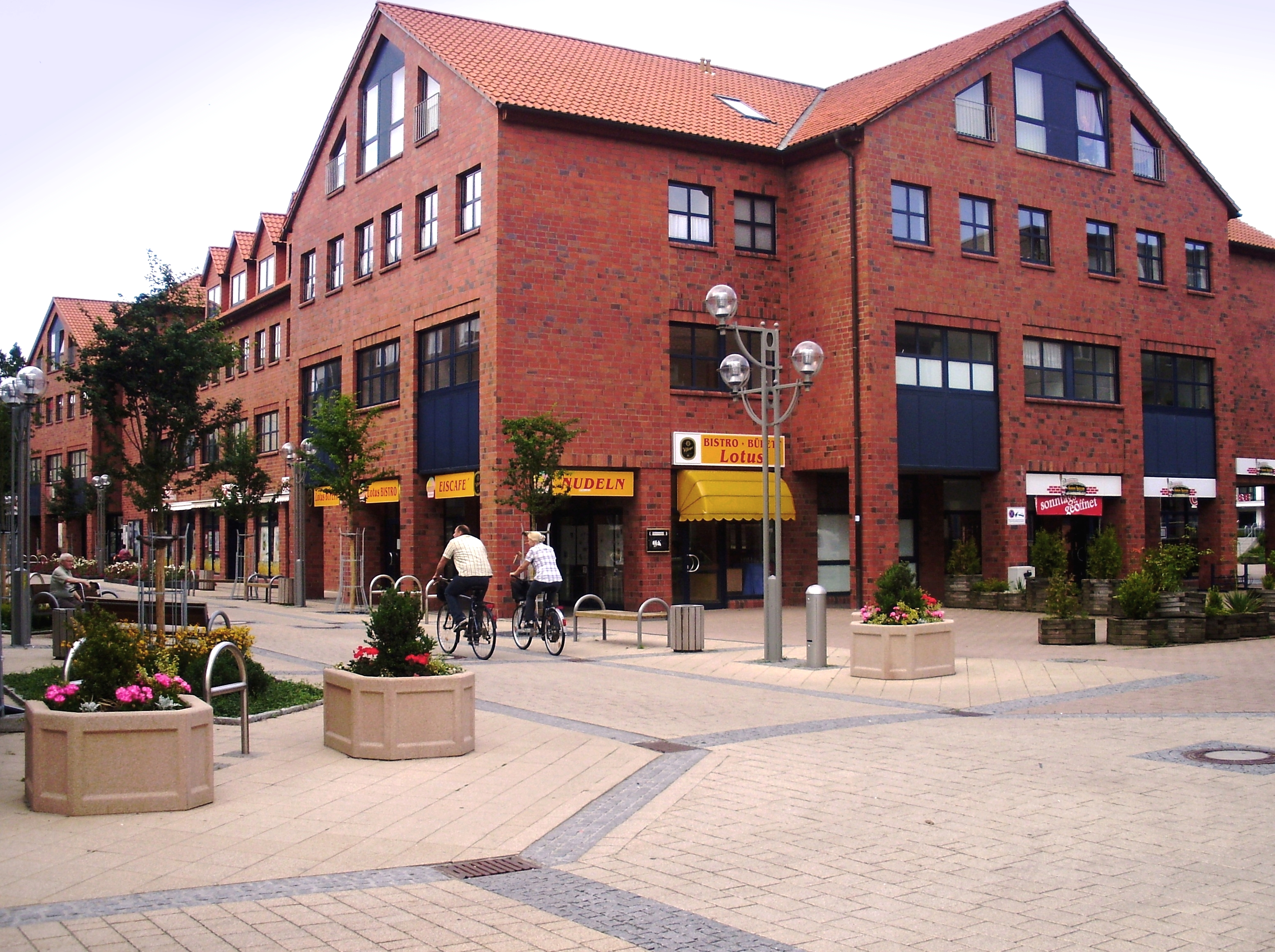
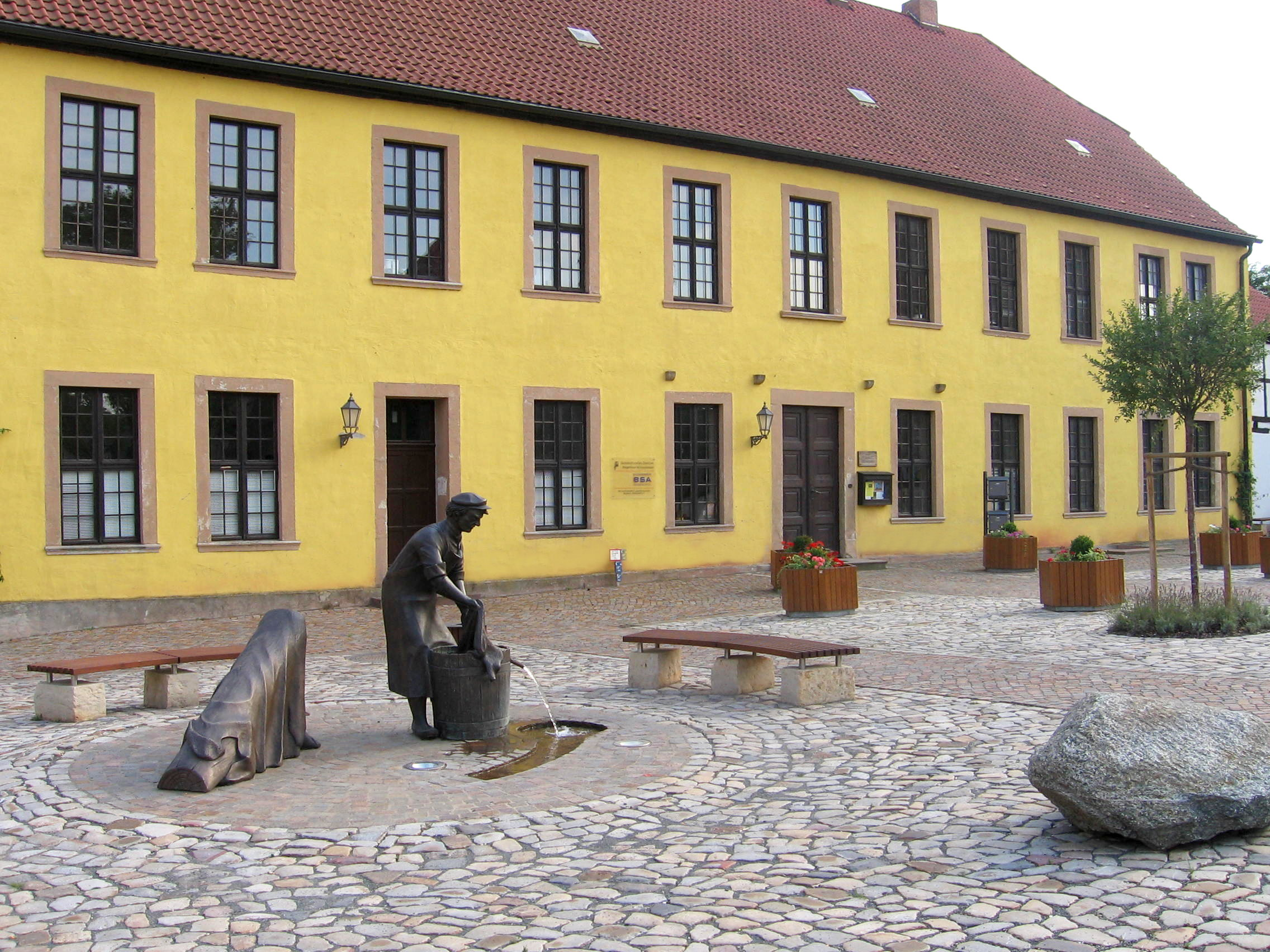

## أعلام
- فريدريك شريدر
- كارلو ويستفال
- ستيفن ويسمان